# بحيرة الحبانية
بحيرة الحبانية هي بحيرة عراقية تقع في محافظة الأنبار قرب مدينة الحبانية شرق مدينة الرمادي.

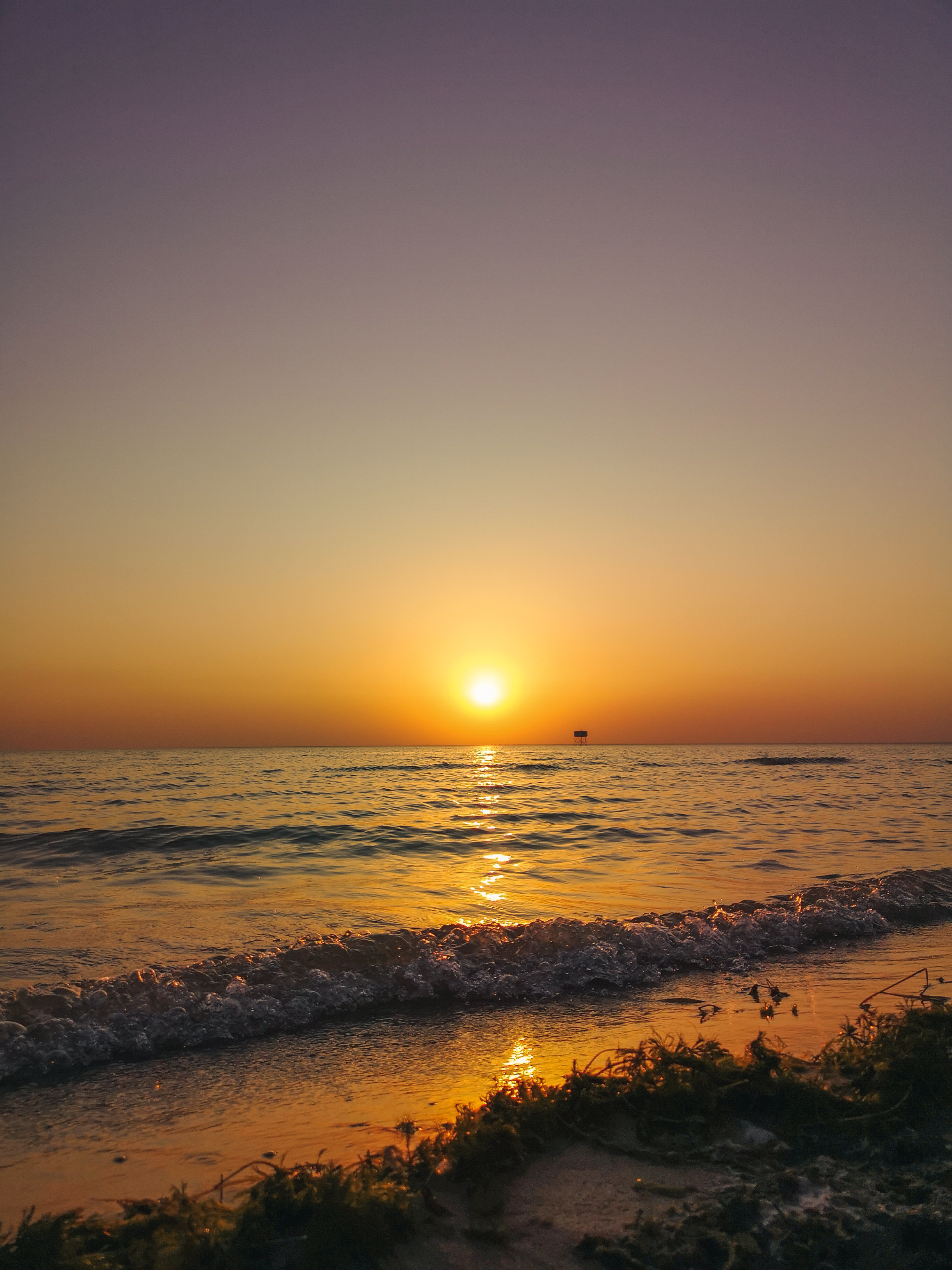

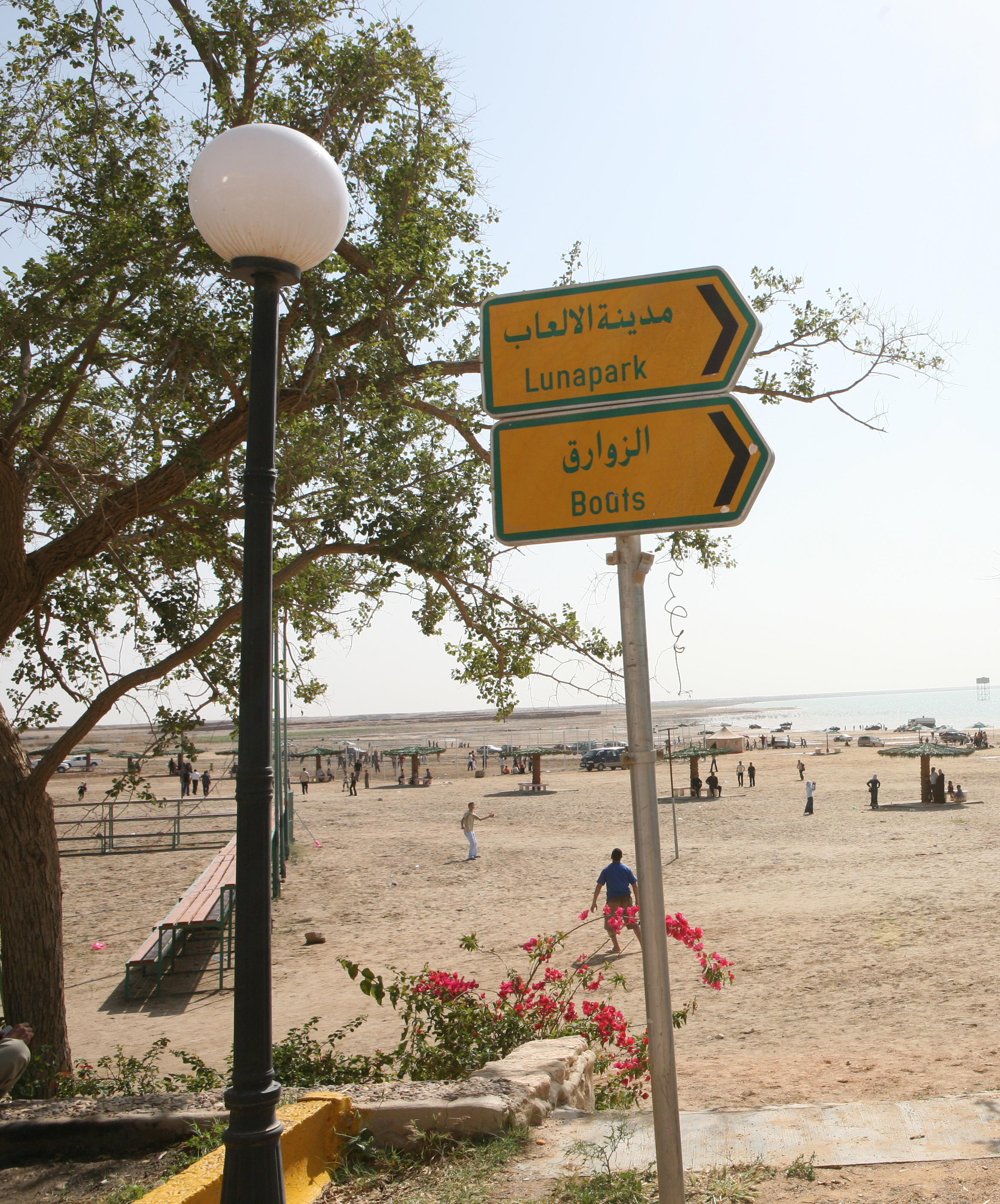
القرية السياحية

تقع قرب البحيرة مدينة سياحية تضم شاليهات وشقق سكنية ومرافق ترفيهية.

## التأسيس
أُقيمت مدينة الحبانية السياحية على شواطئ بحيرة الحبانية عام 1979.

## الحبانية بعد 2003
لقد أثّرت أعمال العنف بشدة على السياحة هناك حيث كانت محافظة الأنبار ملاذا سابقا لتنظيم القاعدة. كما تقع البحيرة بالقرب من الفلّوجة التي شهدت بعضا من أعنف المعارك بين المسلحين والقوات الأمريكية والعراقية. وتحسّنت أوضاع الأمن بدرجة كبيرة في العام المنصرم مما أغرى عددا متزايدا من المصطافين العراقيين بزيارة البحيرة.